# اجتماع ترمب وزيلينسكي 2025
في 28 فبراير 2025، عقد رئيس الولايات المتحدة دونالد ترامب ورئيس أوكرانيا فولوديمير زيلينسكي اجتماعًا ثنائيًا في البيت الأبيض بواشنطن العاصمة. انتهى الاجتماع دون التوصل إلى نتيجة واضحة، حيث وجه ترامب ونائبه جيه دي فانس انتقادات حادة واتَّهما زيلينسكي بعدة أمور. كانت هذه المرة الأولى في تاريخ الولايات المتحدة التي يهاجم فيها رئيس أميركي زعيمًا أجنبيًا زائرًا علنًا أمام الكاميرات.
تميز الاجتماع بنبرة تصادمية وعدائية، وقد لقي سلوك ترامب وفانس انتقادات واسعة في وسائل الإعلام والمجتمع الدولي. سارع معظم القادة الأوروبيين إلى إعلان دعمهم القوي لزيلينسكي. على النقيض، احتفى المتحدثون الروس بنتائج الاجتماع وهاجموا زيلينسكي؛ حيث صرحت المتحدثة باسم وزارة الخارجية ماريا زاخاروفا بأن ترامب وفانس أبديا "ضبط النفس" بعدم الاعتداء جسديًا على الرئيس الأوكراني. داخل الولايات المتحدة، أثنى سياسيون من الحزب الجمهوري على تصرفات ترامب، بينما انتقدها سياسيون من الحزب الديمقراطي.

## الخلفية
جاء الاجتماع في خضم الحرب الروسية الأوكرانية، التي بدأت بضم الاتحاد الروسي للقرم عام 2014، وتصاعدت إلى غزو شامل عام 2022. وبحلول عام 2025، أصبحت أوكرانيا تعتمد بشكل كبير على المساعدات الدولية، لا سيما من الدول الغربية والولايات المتحدة في عهد رئاسة جو بايدن، لمواجهة العدوان الروسي دون تدخل عسكري مباشر. ومنذ انتخابه عام 2019، سعى زيلينسكي باستمرار إلى الحصول على دعم دولي قوي لحماية سيادة أوكرانيا. يُذكر أن ترامب لديه تاريخ من المواجهات مع زيلينسكي، حيث تعرض دعوى للعزل عام 2019 بعد حجب شحنات أسلحة عن أوكرانيا في محاولة للضغط على زيلينسكي للتحقيق مع خصمه السياسي، جو بايدن.
وقّع ترامب أمر تنفيذي في أول يوم من ولايته الثانية بتجميد المساعدات الإنسانية الخارجية لمدة تسعين يوم، وبعد ذلك خالف أمر قضائي لرفع التجميد. أثر هذا الأمر على الوكالة الأمريكية للتنمية الدولية، التي كانت قد تعهدت بتقديم 16.4 مليار دولار من المساعدات الإنسانية لأوكرانيا في عام 2023.
كان الرئيس ترامب قد أعرب عن استعداده للتفاوض مع روسيا من أجل إنهاء غزوها، مما يعكس تراجع السياسة الأمريكية الطويلة في عزل روسيا ردًا على عدوانها. بعد أن بدأ الرئيس ترامب مكالمة بوتين وترمب الهاتفية (فبراير 2025) مع الرئيس الروسي فلاديمير بوتين، وهي الأولى لرئيس أمريكي منذ بداية الغزو، انتقده الرئيس زيلينسكي وقال إنه "وقع في شبكة من التضليل الروسي"، مما دفع الرئيس ترامب إلى توبيخه على منصته الاجتماعية تروث سوشل، واصفًا الرئيس زيلينسكي بـ"الديكتاتور". تحت إدارة ترامب، اصطفت الولايات المتحدة مع روسيا في الأمم المتحدة، حيث صوتت ضد قرار الجمعية العامة للأمم المتحدة في 24 فبراير 2025، والذي يدين روسيا ويطالب بسحب قواتها من أوكرانيا.
في البداية، ألغت إدارة ترامب زيارة الرئيس زيلينسكي إلى واشنطن قبل أسبوع من موعدها، ولكن قُنِعت من قبل الرئيس الفرنسي إيمانويل ماكرون لاستكمال الزيارة. كما مارست الإدارة ضغوطًا على أوكرانيا للموافقة على مشاركة عائدات المعادن الخام مع الولايات المتحدة، وكان من المقرر أن يوقع الرئيس زيلينسكي اتفاقًا يتعلق بالمعادن الخام خلال زيارته.

## الاجتماع

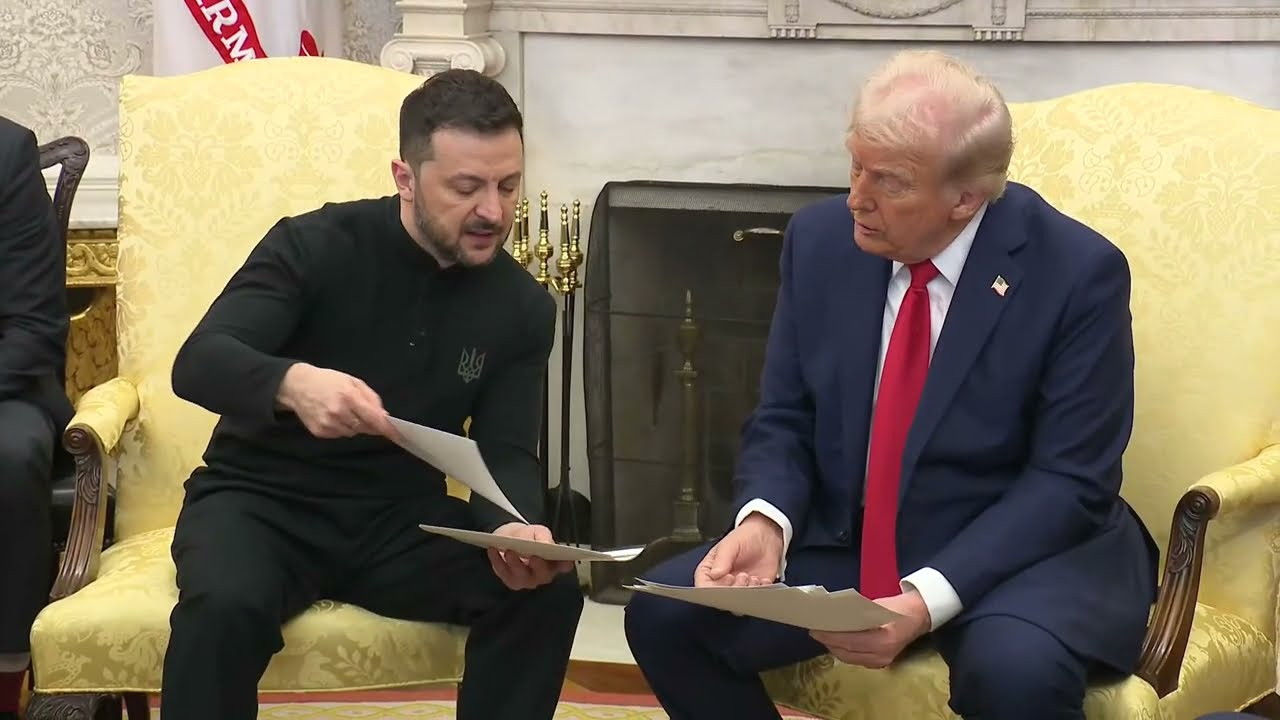
زيلينسكي (يسار) وترامب (يمين) خلال الاجتماع، حيث يعرض الأول صورًا لضحايا الغزو الروسي لأوكرانيا

رفض زيلينسكي تقديم تنازلات إقليمية لروسيا دون ضمانات أمنية، مؤكدًا رفضه لأي تسويات مع الرئيس الروسي فلاديمير بوتين.
انتهى الاجتماع دون التوصل إلى اتفاق نهائي، بعد أن تحولت المناقشة إلى تبادل غاضب للاتهامات والصراخ.
وبحسب نيويورك تايمز، وبعد أن تحول الاجتماع إلى فوضى، اجتمع مسؤولون أميركيون وقرروا في النهاية مطالبة زيلينسكي بمغادرة البيت الأبيض. انتظرت الوفد الأوكراني في غرفة روزفلت ‏ بينما أُرسل اثنين من المسؤولين لإبلاغهم بالقرار.

## ردود الأفعال

### الولايات المتحدة

#### إدارة ترامب
عقب الاجتماع، أصدر ترامب بيانًا عبر منصة "تروث سوشيال" وصف فيه اللقاء بأنه "مهم للغاية"، مشيرًا إلى أن زيلينسكي "ليس مستعدًا للسلام إذا كانت أمريكا منخرطة، لأنه يرى أن تدخلنا يمنحه ميزة كبيرة في المفاوضات". وخلال لقاء صحفي مقتضب قبل توجهه إلى مارالاغو لقضاء عطلة نهاية الأسبوع، صرّح بأن زيلينسكي "أساء تقدير موقفه" واتهمه بإطالة أمد الحرب الروسية الأوكرانية.
أعرب أعضاء مجلس ترامب الثاني عن دعمهم العلني له عبر وسائل التواصل الاجتماعي وفي مقابلات تلفزيونية. وأكد وزير الخارجية ماركو روبيو تأييده لموقف ترامب، ورفض تحميل روسيا مسؤولية الحرب، قائلًا: "لن أقع في هذا الفخ الذي يصنف الأطراف بين الأشرار والصالحين". أما كارولين ليفيت، المتحدثة باسم البيت الأبيض، فقد وصفت زيلينسكي على قناة "فوكس نيوز" بأنه "وقح" و"استفزازي". كما كتب إيلون ماسك، رئيس وزارة كفاءة الحكومة في إدارة ترامب، أن زيلينسكي "دمّر صورته في نظر الشعب الأمريكي".

#### الحزب الجمهوري
أعرب أعضاء مجلس الشيوخ عن الحزب الجمهوري الحاكم عن دعمهم لترامب ونائبه فانس، بمن فيهم مايك لي، الذي أشاد بهما "لوقوفهما إلى جانب بلدنا وتقديم مصلحة أمريكا أولًا"، وجيم بانكس، الذي اتهم زيلينسكي بأنه "يتوقع منا بوقاحة تمويل حرب لا نهاية لها وتصعيدها – وكل ذلك بينما يهين الرئيس والشعب الأمريكي العامل". أما ليندسي غراهام، السيناتور المخضرم عن ولاية كارولاينا الشمالية، فقد وصف الاجتماع بأنه "كارثة كاملة ومطلقة"، مشيرًا إلى أن زيلينسكي "حاول استدراج ترامب في المكتب البيضاوي". كما دعا جوش هاولي، السيناتور عن ولاية ميزوري، إلى "المساءلة" فيما يتعلق بالمساعدات المالية الأمريكية لأوكرانيا. من جانبها، اتهمت النائبة فيكتوريا سبارتز، وهي أمريكية من أصول أوكرانية، زيلينسكي بأنه "أساء إلى الشعب الأوكراني بإهانته للرئيس الأمريكي والشعب الأمريكي – فقط لإرضاء الأوروبيين وتحسين شعبيته المتدنية في أوكرانيا بعد فشله الذريع في الدفاع عن بلاده".
على الجانب الآخر، وصف النائب دون بيكون، وهو جمهوري معتدل، ما حدث بأنه "يوم سيئ لسياسة أمريكا الخارجية"، مشيرًا إلى أن أوكرانيا "تريد أن تكون جزءًا من الغرب. وروسيا تكرهنا وتكره قيمنا الغربية. يجب أن نكون واضحين بأننا نقف مع الحرية". كما وصف النائب براين فيتزباتريك ما جرى بأنه "مؤلم"، معبرًا عن تفاؤله بأن ترامب وزيلينسكي سيعودان إلى طاولة الحوار مستقبلاً لإيجاد "حل يرضي الطرفين".

#### الحزب الديمقراطي
دافع أعضاء الحزب الديمقراطي عن زيلينسكي وانتقدوا سلوك ترامب وفانس. علق زعيم الأغلبية السابق في مجلس الشيوخ تشاك شومر قائلاً إن ترامب وفانس كانا "ينفذان أعمال بوتين القذرة"، وأضاف أن الديمقراطيين "لن يتوقفوا أبدًا عن النضال من أجل الحرية والديمقراطية". وقال آدم شيف، السيناتور الشاب من كاليفورنيا: "بطل وجبان يلتقيان في المكتب البيضاوي اليوم، وعندما تنتهي القمة، سيعود البطل إلى وطنه في أوكرانيا". كتبت إيمي كلوبوشار، السيناتور الكبرى من مينيسوتا، أن الرئيس الأوكراني قد شكر الولايات المتحدة "مرة تلو الأخرى"، وأن الأميركيين مدينون له بالشكر لأنه "تصدى للديكتاتور، ودافع عن شعبه ووقف في وجه بوتين من أجل منع تقدمه إلى بقية أوروبا". كما اتهم شيلدون وايتهاوس، السيناتور الشاب من رود آيلاند، الذي التقى مع زيلينسكي في وقت سابق من اليوم، ترامب وفانس "بالتصرف كدمى للماريونيت تحت تأثير بوتين".
أصدر أربعة عشر حاكمًا ديمقراطيًا بيانًا مشتركًا يدين المعاملة التي تعرض لها زيلينسكي. وانتقد الحكام ترامب وفانس لاستخدام "المكتب البيضاوي المقدس لانتقاد الرئيس زيلينسكي لعدم ثقته بكلمة فلاديمير بوتين".

### أوكرانيا
أصدر زيلينسكي بيانًا على وسائل التواصل الاجتماعي عقب الاجتماع، شكر فيه ترامب، والكونغرس الأمريكي، والشعب الأمريكي على دعمهم. وأضاف أن "أوكرانيا بحاجة إلى سلام عادل ودائم، ونحن نعمل من أجل ذلك تمامًا". في مقابلة لاحقة مع بريت باير من قناة فوكس نيوز، وصف الاجتماع بأنه "نوع من المشادة" التي كانت "غير جيدة للطرفين" ورفض الاعتذار لترامب. ومع ذلك، عبر عن اهتمامه بإصلاح علاقته مع ترامب. كما أعرب زيلينسكي عن امتنانه للدعم الكبير من القادة حول العالم، معترفًا بتضامنهم عبر وسائل التواصل الاجتماعي، وشكر كل قائد بشكل فردي مع الرسالة: "شكرًا على دعمكم".

### دوليًا
أثار الاجتماع ردود فعل دولية سريعة ومستنكرة، لا سيما من قبل الدول الأوروبية. سارع العديد من قادة العالم إلى إعلان تضامنهم مع أوكرانيا، حيث أصدر كثير منهم بيانات تنم عن انتقادهم لنهج ترامب التصادمي. وأكد المسؤولون الأوروبيون، على وجه الخصوص، التزامهم الثابت تجاه أوكرانيا، مشددين على استمرار دعمها في مواجهة الغزو الروسي.
- أستراليا – أعرب رئيس الوزراء أنتوني ألبانيز عن دعمه لأوكرانيا، داعياً روسيا إلى إنهاء غزوها.[44]
- كندا – أدلى رئيس الوزراء جاستن ترودو ووزيرة الخارجية ميلاني جولي بتعليقات حول الاجتماع، معبرين عن دعمهما لأوكرانيا، دون التعليق على ترامب.[45]
- جمهورية التشيك – أعرب الرئيس بيتر بيفل عن دعم بلاده لأوكرانيا، داعياً أوروبا إلى "تعزيز جهودها".[28]
- الدنمارك – أكدت رئيسة الوزراء مته فريدريكسن دعمها لزيلينسكي.[46] كما كتب سلفها ووزير الخارجية لارس لوكه راسموسن على فيسبوك: "يجب أن يكون هناك مجال لحوارات قوية - حتى بين الأصدقاء. لكن عندما يحدث ذلك أمام الكاميرات، لا يوجد سوى فائز واحد، وهو يجلس في الكرملين".[28]
- إستونيا – صرّح وزير الخارجية مارغوس تساخكنا قائلاً: "العائق الوحيد أمام السلام هو قرار بوتين بمواصلة حربه العدوانية. إذا توقفت روسيا عن القتال، فلن يكون هناك حرب. وإذا توقفت أوكرانيا عن القتال، فلن يكون هناك وجود لأوكرانيا. إن دعم إستونيا لأوكرانيا لا يتزعزع".[28]
- الاتحاد الأوروبي – أشادت رئيسة المفوضية الأوروبية أورسولا فون دير لاين بـ"كرامة وشجاعة" زيلينسكي، مؤكدة التزام الاتحاد الأوروبي الراسخ بسيادة أوكرانيا وسلامة أراضيها. كما شددت رئيسة البرلمان الأوروبي روبرتا ميتسولا على أن أوكرانيا ليست وحدها في كفاحها. وانتقدت الممثل الأعلى للاتحاد الأوروبي للشؤون الخارجية والسياسة الأمنية كايا كالاس موقف ترامب، قائلة: "العالم الحر بحاجة إلى قائد جديد"، مؤكدة على تصميم أوروبا على دعم أوكرانيا في وجه العدوان الروسي المستمر.[28][47]
- فرنسا – وصف الرئيس إيمانويل ماكرون روسيا بأنها "المعتدية" وأوكرانيا بأنها "الضحية"، مؤكداً أن فرنسا وحلفاءها كانوا "على حق في دعم أوكرانيا وفرض العقوبات على روسيا قبل ثلاث سنوات، ويجب أن يستمروا في ذلك".[48]
- ألمانيا – جدد المستشار أولاف شولتس التزام ألمانيا بسيادة أوكرانيا، مندداً بالعدوان الروسي المستمر.[49]
- المجر – وقف رئيس الوزراء فيكتور أوربان، المعروف بانتقاده للمساعدات الغربية لأوكرانيا ودعمه لترامب، إلى جانب الرئيس الأمريكي، شاكراً إياه ومشيداً بموقفه من السلام.[47][49]
- إيطاليا – شددت رئيسة الوزراء جورجا ملوني على أهمية الوحدة، داعية إلى قمة طارئة بين الدول الأوروبية والولايات المتحدة وأوكرانيا.[47]
- مولدوفا – أكدت الرئيسة مايا ساندو دعم بلادها الثابت لأوكرانيا، قائلة: "الحقيقة واضحة. روسيا غزت أوكرانيا. روسيا هي المعتدية. أوكرانيا تدافع عن حريتها وحريتنا. نحن نقف مع أوكرانيا".[50]
- هولندا – أعلن رئيس الوزراء ديك شوف أن حكومته تدعم أوكرانيا بدون شروط.[51]
- نيوزيلندا – صرح رئيس الوزراء كريستوفر لوكسون بأن بلاده تظل "ثابتة في دعمها لأوكرانيا في دفاعها عن نفسها في حرب بدأتها روسيا"، داعياً روسيا إلى إنهاء غزوها.[52]
- بولندا – كتب رئيس الوزراء دونالد توسك على وسائل التواصل الاجتماعي: "أنت لست وحدك"، في إشارة إلى دعمه لأوكرانيا.[47]
- إسبانيا – أعرب رئيس الوزراء بيدرو سانشيز عن دعمه لأوكرانيا.
- السويد – عبّر مكتب رئيس الوزراء أولف كريستيرسون عن دعمه لأوكرانيا، قائلاً: "أنتم لا تقاتلون فقط من أجل حريتكم، بل من أجل حرية أوروبا بأكملها".[4]
- المملكة المتحدة – جدد رئيس الوزراء كير ستارمر دعم بلاده لأوكرانيا، بينما انتقد بعض وزراء الظل في حزب المحافظين الاجتماع، حيث وصفت أليسيا كيرنز ما جرى بأنه "تنمر استعراضي".[24]

### وسائل الإعلام
تصدر الاجتماع عناوين الصحف الوطنية والدولية، حيث وُصف بأنه كان محتدماً وصدامياً وعدائياً من قبل العديد من وسائل الإعلام. وصفت فوكس نيوز الاجتماع بأنه "مواجهة متفجرة". بينما علّقت سي إن إن قائلة: "لم يسبق لرئيس أمريكي أن هاجم ضيفه بهذه الطريقة كما فعل ترامب مع زيلينسكي".
سلّطت نيويورك تايمز الضوء على أن سلوك ترامب العدواني وكلماته القاسية تجاه زيلينسكي حطمت الشراكة الحربية التي استمرت ثلاث سنوات بين الولايات المتحدة وأوكرانيا. وقد وُصِف الاجتماع، الذي كان بمثابة "مباراة صراخ" نقلتها وسائل الإعلام إلى العالم، على أنه يبرز استعداد ترامب المتزايد للتضحية بأوكرانيا من أجل رؤيته الأوسع لإعادة بناء العلاقات مع روسيا وترك التحالفات التقليدية وراءه.
بُلِغَ على نطاق واسع عن المواجهة باعتبارها نقطة منخفضة جديدة في العلاقات بين أوروبا والولايات المتحدة. وقد وصفت وول ستريت جورنال الاجتماع بأنه "يتفجر"، مشيرة إلى إمكانية تقويضه للآمال في السلام ومشككة في دعم الولايات المتحدة المستقبلي لأوكرانيا. وقد اقترح العديد من الكتاب أن أفعال ترامب قد تُفهم على أنها تتماشى مع مصالح روسيا وتشير إلى تحول مستمر في السياسة الخارجية الأمريكية بعيداً عن التعاون الأطلسي."11 مارس 2025: أعلنت الولايات المتحدة وأوكرانيا في بيان مشترك أن كييف مستعدة لقبول مقترح أميركي لهدنة لمدة 30 يوماً، بشرط موافقة روسيا. جاء ذلك خلال محادثات أميركية أوكرانية عُقدت في مدينة جدة بالمملكة العربية السعودية يوم الثلاثاء. وأعرب وزير الخارجية الأميركي ماركو روبيو عن أمله في موافقة روسيا على المقترح.